# Polo-oesny krjazj
De Polo-oesny krjazj (Russisch: Полоусный кряж) is een bergrug (krjazj) in het noordoosten van de Russische autonome republiek Sacha (Jakoetië), die zich uitstrekt langs de zuidelijke grens van het Jana-Indigirkalaagland. De bergrug strekt zich uit over een lengte van 175 kilometer vanaf de bron van de rivier Chroma tot aan de rivier Indigirka. De bergrug loopt op tot 968 meter. Ten oosten van de Indigirkavallei zet de rug zich voort als de Oelachan-Sis.
De Polo-oesny krjazj bestaat uit lage bergmassieven met vlakke toppen en heuvels. Op de lagere delen van de hellingen groeien lariksbossen en bostoendra en op de hoger gelegen delen groeit bergtoendra.
In 2013 werden de resten van een wolharige mammoet van 47 tot 50 jaar oud gevonden aan de voet van de Polo-oesny krjazj in het stroomgebied van de rivier Tsjondon, ongeveer 66 kilometer ten zuidwesten van het dorp Toemat.